# Diana Kowaczewa
Diana Kowaczewa, bułg. Диана Ковачева (ur. 16 lipca 1975 w Sofii) – bułgarska prawniczka i polityk, w latach 2011–2013 minister sprawiedliwości w rządzie Bojka Borisowa, rzecznik praw obywatelskich.

## Życiorys
Absolwentka prawa na Uniwersytecie Sofijskim im. św. Klemensa z Ochrydy (1998), doktoryzowała się w zakresie prawa międzynarodowego i stosunków międzynarodowych. Pracowała w Bułgarskiej Akademii Nauk (2000–2001) i jako ekspert departamentu współpracy międzynarodowej Ministerstwa Sprawiedliwości (2001–2002). Od 2002 do 2011 była dyrektorem wykonawczym bułgarskiego oddziału antykorupcyjnej organizacji pozarządowej Transparency International.
W listopadzie 2011 z rekomendacji partii GERB objęła urząd ministra sprawiedliwości w rządzie Bojka Borisowa, zastępując wybraną na wiceprezydenta Margaritę Popową. Pełniła tę funkcję do końca urzędowania gabinetu w marcu 2013.
W styczniu 2016 powołana przez bułgarski parlament na zastępczynię rzecznika praw obywatelskich. We wrześniu 2019, po złożeniu rezygnacji przez Maję Manołową, została tymczasowym rzecznikiem praw obywatelskich, a w maju 2020 została wybrana na ten urząd na pełną kadencję. W 2024 powołano ją natomiast na sędziego Europejskiego Trybunału Praw Człowieka.

## Odznaczenia
W 2014 odznaczona Orderem Imperium Brytyjskiego V klasy (MBE).